# Glycyphana rugipennis
Glycyphana rugipennis är en skalbaggsart som beskrevs av Conrad Ritsema 1879. Glycyphana rugipennis ingår i släktet Glycyphana och familjen Cetoniidae. Inga underarter finns listade i Catalogue of Life.